# سام هو فاي
سام هو فاي (بالصينية: 岑浩輝) هو قاضي وسياسي من ماكاو وهو حاليًا الرئيس التنفيذي لماكاو منذ عام 2024 وشغل سابقًا منصب أول رئيس لمحكمة الاستئناف النهائي في ماكاو، أعلى محكمة في ماكاو، الصين.

## الحياة المبكرة والتعليم
وُلِد سام في مايو 1962 في الصين ونشأ في تشونغشان. بعد دخوله الجامعة في عام 1978 التحق بكلية الحقوق في عام 1981 وحصل على درجة البكالوريوس في القانون من جامعة بكين في البر الرئيسي للصين. بعد ممارسة القانون في الصين انتقل إلى ماكاو في عام 1986 ودرس في جامعة كويمبرا وانضم إلى مكتب الادعاء العام في ماكاو في عام 1995. يعتبر سام، إلى جانب المسؤولين الماكايين المهمين المولودين في البر الرئيسي للصين، بما في ذلك وونغ سيو تشاك وتشيونغ وينغ تشون ، من بين المسؤولين الثلاثة عشر الذين اختارتهم بكين بعناية لتنشئتهم ليصبحوا فريق الحكم المستقبلي للمدينة.